# Anolis fasciatus
Espèce
Synonymes
- Dactyloa fasciatus (Boulenger, 1885)
- Anolis elegans Boulenger 1898

Anolis fasciatus est une espèce de sauriens de la famille des Dactyloidae. 

## Répartition
Cette espèce se rencontre en Équateur et sur l'Île Gorgona en Colombie.

## Publication originale
- Boulenger, 1885 : Catalogue of the lizards in the British Museum (Natural History) I. Geckonidae, Eublepharidae, Uroplatidae, Pygopodidae, Agamidae, Second edition, London, vol. 1, p. 1-436 (texte intégral).